# پل ون استادنز
پل ون استادنز پلی بتنی در استان کیپ شرقی در آفریقای حنوبی است و بر روی رودخانه ون استادنز ساخته شده است. این پل بخشی از بزرگراه ملی اِن۲ در آفریقای جنوبی است.

## خودکشی
پل ون استادنز در ۱۱ نوامبر ۱۹۷۱ میلادی بازگشایی شد. تنها پس از گذشت ۱۲ روز از بازگشایی پل، مردی از این پل پایین پرید و به زندگی خود پایان داد. این پل در آفریقای جنوبی به پل مرگ شهرت دارد.
در اوت سال ۲۰۰۵ میلادی سیستم امنیتی دوربین‌های مدار بسته با کمک‌های مالی مردمی بر روی این پل نصب شد. فرانتس کمپ پس از خودکشی دخترش در سال ۲۰۰۳ از این پل، این کمک‌های مالی را جمع‌آوری کرد. پلیس و مردم عادی تا کنون موفق به جلوگیری از خودکشی حدود ۲۰ تن در این پل شده‌اند.